# Cap del Bosc de Burg
El Cap del Bosc de Burg és una muntanya de 2.205 metres que es troba al municipi de Farrera, a la comarca del Pallars Sobirà.